# Rövidpályás gyorskorcsolya
A rövidpályás gyorskorcsolya (általánosan használt angol elnevezéssel shorttrack) téli olimpiai sportág, a gyorskorcsolya egyik szakága. A rövidpályás gyorskorcsolyának nincsen külön szakszövetsége, nemzetközi szinten a Nemzetközi Korcsolyunió (ISU), Magyarországon a Magyar Országos Korcsolyázó Szövetség szervezi a versenyeket. A legjelentősebb verseny a téli olimpia, ahol az 1988-as bemutató után 1992-ben küzdöttek először az érmekért. Az olimpián 2022-ben 9 versenyszám volt. A sportágban világ- és Európa-bajnokságokat, valamint világkupát rendeznek.

## Versenyszámok
A versenyeken egy kör 111,12 méter. Mind a férfi, mind a női versenyeknél három egyéni versenyszám létezik: 500 méter (4 és fél kör), 1000 méter (9 kör), és 1500 méter (13 és fél kör). Az Európa- és világbajnokságokon ezentúl a három egyéni versenyszám legjobbjai egy 3000 méteres „szuperdöntőben” is részt vesznek.
Az egyéni versenyeken kívül váltóversenyeket is rendeznek, a nőknek 3000 méteren (27 kör), a férfiaknál 5000 méteren (45 kör), illetve vegyes versenyszámban (két-két férfi és női versenyzővel) 2000 méteren (18 kör). A váltónál egy csapatban négy versenyző van, ebből egy a versenypályán, három a pálya belső terén tartózkodik. A váltás a szabály szerint érintéssel történik, a gyakorlatban a leváltott versenyző hátulról meglökve ad lendületet a pályára érkező társának.

## Szabályok
A sportágat az egyébként jégkorong céljára használt jégpálya közepén, egy 111,12 méter hosszú (60 méter hosszú és 30 méter széles), a kanyarokban bójákkal jelölt oválpályán űzik. A pályán hiányzik a gyorskorcsolyában megszokott pályafelfestés, ebből következően a szabályozott pályaváltás is, a versenyzők egymást előzve próbálnak a legjobb pozícióba kerülni, így a verseny leginkább egy pályakerékpáros futamra emlékeztet. A sportág első pillanatra feltűnő jellegzetessége, hogy a versenyzők a kanyarokban élesen bedőlnek, annyira, hogy a kezüket a jégre helyezve akadályozzák meg a kicsúszásukat. A pálya és a verseny sajátosságai miatt a gyorskorcsolyához képest jelentősen nagyobb a bukások száma. Előírás a bukósisak, a sípcsontvédő, a párnázott és kemény anyagból készült térdvédő, a hosszujjú és hosszúszárú ruházat, a teljesen a nyakat fedő vágásálló nyakvédő, valamint a vágásálló kesztyű használata.
A futamokban tervezetten négy-hét versenyző indulhat, de meghatározott esetekben több is lehet. A versenyzők a pályán az óramutató járásával ellentétes irányban haladnak, azaz a bal oldalukon van a pálya belső tere. A rajtnál a versenyzők egymás mellé sorakoznak fel, ha szükséges akkor két sorba, az indulás tömegrajttal történik. Két hibás rajt után a versenyzőt kizárják. Ha egy versenyző zavarás miatt elesik a rajtvonal utáni első kanyar utolsó blokkja előtt, akkor új rajtot kell elrendelni. Az esetleges szabálysértésről a versenybíró dönt. Az előzés megengedett, a felelősség minden akadályoztatásért vagy ütközésért az előzésben lévő versenyzőt terheli, feltéve, hogy a megelőzött versenyző nem szabálytalan. A lekörözött versenyzők nem akadályozhatják a többieket. A kétszer lekörözött versenyzőnek el kell hagynia a pályát és „nem ért célba” eredménnyel kell minősíteni. A versenybíró saját belátása szerint célba érkezettként minősíthet olyan versenyzőt, amely tőle független okok miatt nem tudott célba érni, de ilyenkor időeredményt nem jegyeznek fel. A következő fordulóba nem az időeredmény – mint a gyorskorcsolyában –, hanem az adott futamban elért helyezés alapján jutnak tovább a versenyzők.
A 3000 és 5000 méteres váltókban nincs szabályozva, hogy egy csapattag milyen távot köteles megtenni. A vegyes váltóban viszont a 18 kört 4×2,5 kör és 4×2 kör elosztásban kell megtenni, kötelezően nő, nő, férfi, férfi sorrendben. Minden váltó versenyszámban tilos váltani az utolsó két körben, kivéve esés esetén.
A versenybíró a soron következő fordulóba továbbjuttathat egy versenyzőt, ha az továbbjutó helyen volt, azaz az időeredménytől függetlenül ha a versenybíró úgy ítéli meg, hogy a versenyző a továbbjutásban olyan okból nem volt akadályozva, amelyet nem az érintett versenyző közvetlen vagy közvetett cselekedete okozta. A versenybíró ezeket a döntéseket kizárólag saját belátása szerint végzi. A versenybíró ennek eldöntésére videós visszajátszást alkalmazhat, amelyet azonban a csarnok kivetítőjén is le kell vetíteni.
A versenyszabályok megszegésének minősülnek:
- Pálya elhagyása: a versenyző a kanyarokban az egyik vagy mindkét korcsolyájával letér a pálya bal oldalán, bójákkal kijelölt részéről.
- Feltartás: másik versenyző akadályozása, blokkolása, támadása vagy lökdösése a test bármely részével. Egy másik versenyző akadályozása úgy, hogy keresztezi a másik versenyző versenyvonalát és így érintkeznek.
- Segítés: minden versenyző egyénileg versenyez. Bármelyik más versenyző által nyújtott segítség szabálytalan. Kivétel, amikor a váltó versenyszámokban a versenyzők lökéssel váltanak.
- Rúgás: a rúgás minden esetben tilos, mert veszélyt okozhat, beleértve a célvonalon történő áthaladást is.
- Váltás érintés nélkül: a váltó versenyszámokban, ha a váltás nyilvánvaló érintés nélkül történik.
- Váltás az utolsó két körön belül: a váltó versenyszámokban, ha az utolsó váltás nem egyértelműen az utolsó két kör megkezdése előtt történt.

## Ismert sportolók
A sportágban kimagasló eredménnyel rendelkeznek a dél-koreai és a kínai versenyzők. Az olimpiai éremtáblázaton Kanada és az Egyesült Államok követi őket.
Köszönhetően annak, hogy a sportág nem követel speciális létesítményt, kiválóan alkalmas arra, hogy az adottságaik miatt hagyományosan nem a téli sportokban jeleskedő országokban is népszerű legyen. Ilyen Magyarország is, ahol az utóbbi időben figyelemre méltó eredmények születtek. A 2006-os torinói téli olimpiai játékokon az 1500 méteres távokon Huszár Erika a 4., Knoch Viktor az 5. helyen végzett. Sikerüknek köszönhetően 1948 óta első alkalommal fordult elő, hogy két magyar versenyző is pontszerző helyen végzett téli olimpián. Több kontinensbajnoki érem után 2009. január 18-án Torinóban megszületett az első magyar európa-bajnoki aranyérem, amit a Huszár Erika, Darázs Rózsa, Heidum Bernadett, Keszler Andrea összetételű női váltó ért el.
2016-ban a szöuli rövidpályás gyorskorcsolya világbajnokságon 1500 m-en a magyar Liu Shaoang ezüst, 500m-en Liu Shaolin Sándor arany-, öccse bronzérmet szerzett.
2018-ban a phjongcshangi téli olimpián, a férfi rövidpályás gyorskorcsolya 5000 méteres váltójában, Liu Shaoang, Liu Shaolin Sándor, Knoch Viktor és Burján Csaba aranyérmet nyertek új olimpiai rekordot felállítva, amivel Magyarország első téli olimpiai aranyérmét nyerték. Emellett egy 4., két 5., és egy 6. helyezést értek el a magyar versenyzők. A 2022-es téli olimpián a magyar vegyes váltó, illetve Liu Shaoang 1000 méteren bronzérmes, 500 méteren olimpiai bajnok lett.

## Világrekordok

### Férfiak
| Táv              | Versenyzők                                                     | Nemzet       | Város                | Dátum              | Idő      | Forrás |
| ---------------- | -------------------------------------------------------------- | ------------ | -------------------- | ------------------ | -------- | ------ |
| 500 méter        | Wu Dajing                                                      | Kína         | Salt Lake City, USA  | 2018. november 11. | 39,505   | [ 17 ] |
| 1000 méter       | Hwang Dae-heon                                                 | Dél-Korea    | Salt Lake City, USA  | 2016. november 12. | 1:20,875 | [ 18 ] |
| 1500 méter       | Sjinkie Knegt                                                  | Hollandia    | Salt Lake City, USA  | 2016. november 13. | 2:07,943 | [ 19 ] |
| 3000 méter       | Noh Jin-kyu                                                    | Dél-Korea    | Varsó, Lengyelország | 2011. március 19.  | 4:31,891 | [ 20 ] |
| 3000 méter váltó | Ahn Hyun-jun Jang Sung-woo Kim Tae-sung Lee Jeong-min          | Dél-Korea    | Bormio, Olaszország  | 2020. február 2.   | 3:55,494 | [ 21 ] |
| 5000 méter váltó | Burján Csaba John-Henry Krueger Liu Shaoang Liu Shaolin Sándor | Magyarország | Calgary, Kanada      | 2018. november 4.  | 6:28,625 | [ 22 ] |

### Nők
| Táv              | Versenyzők                                                          | Nemzet    | Város                   | Dátum              | Idő      | Forrás        |
| ---------------- | ------------------------------------------------------------------- | --------- | ----------------------- | ------------------ | -------- | ------------- |
| 500 méter        | Kim Boutin                                                          | Kanada    | Salt Lake City, USA     | 2019. november 3.  | 41,936   | [ 23 ] [ 24 ] |
| 1000 méter       | Shim Suk-hee                                                        | Dél-Korea | Calgary, Kanada         | 2012. október 21.  | 1:26,661 | [ 25 ]        |
| 1500 méter       | Choi Min-jeong                                                      | Dél-Korea | Salt Lake City, USA     | 2016. november 12. | 2:14,354 | [ 26 ]        |
| 3000 méter       | Jung Eun-Ju                                                         | Dél-Korea | Harbin, Kína            | 2008. március 15.  | 4:46,983 | [ 27 ]        |
| 3000 méter váltó | Suzanne Schulting Jorien ter Mors Lara van Ruijven Yara van Kerkhof | Hollandia | Phjongcshang, Dél-Korea | 2018. február 20.  | 4:03,471 | [ 28 ]        |

### Vegyes
| Táv          | Versenyzők                                       | Nemzet    | Város        | Dátum             | Idő      | Forrás |
| ------------ | ------------------------------------------------ | --------- | ------------ | ----------------- | -------- | ------ |
| 2000 m váltó | Kim A-lang Kim Dong-wook Kim Ji-yoo Kwak Yoon-gy | Dél-Korea | Peking, Kína | 2021. október 24. | 2:35,951 | [ 29 ] |